# Victor Coroller
Victor Coroller (Rennes, 29 de enero de 1997) es un deportista francés que compite en atletismo, especialista en las carreras de velocidad. Ganó una medalla de plata en el Campeonato Europeo de Atletismo en Pista Cubierta de 2023, en la prueba de 4 × 400 m.

## Palmarés internacional
| Campeonato Europeo en Pista Cubierta | Campeonato Europeo en Pista Cubierta | Campeonato Europeo en Pista Cubierta | Campeonato Europeo en Pista Cubierta |
| Año                                  | Lugar                                | Medalla                              | Prueba                               |
| ------------------------------------ | ------------------------------------ | ------------------------------------ | ------------------------------------ |
| 2023                                 | Estambul (Turquía)                   | Medalla de plata                     | 4 × 400 m                            |